# San Cristóbal de la Polantera
San Cristóbal de la Polantera is een gemeente in de Spaanse provincie León in de regio Castilië en León met een oppervlakte van 24,56 km². San Cristóbal de la Polantera telt 767 inwoners (1 januari 2016).